# 宅男的人间冒险
《宅男的人间冒险》是一款由來自中國Spacelight Studio公司制作的一款游戏Steam版在2019年5月20日发售。3年后，该作推出了手机版，以及其中一个女主的dlc剧情。该游戏受到了很多玩家的喜爱。

## 劇情
在游戏中，玩家所扮演的是一个普通的，热爱宅物，热爱动画高达的人，他通过一些遭遇以及选项，遇到了三个性格各异的女孩，而玩家通过选项，来确定最后的结局，是和三个人之中的其中一个相恋，还是孤独终老以及其他的结局。，每一个结局都有相关的成就图。

### 角色
- 我 － 本作主角，玩家控制的角色，是个渴望恋爱的宅男。
- 谷恒条野－ 本作女主之一，是一个留着双马尾的游戏玩家，爱抽烟。
- 老婆 － 本作女主之一，留着短发，似乎认识主角。
- 魔女 － 本作女主之一，游戏世界里的人。

此外像中國大陸遊戲實況主等都客串过。每个线路的最终boss都不一样

### 主要劇情
詳情：  （页面存档备份，存于）

## 续作
《宅男的人間冒險DLC：世界只是一直在旋轉》
（英語：Otaku’s Adventure DLC - The World Just Keeps Circulating）
本作品在2022年5月25日首次釋出
本作品的剧情主要讲的是男主使用時間控制器回到过去，並找到拯救在老婆線的女主角老婆，但是回到过去后，却发现了更多令他意想不到的事情……

## 外部連結
- 宅男的人间冒险的新浪微博
- 史悲漫畫臉書專頁 （页面存档备份，存于）
- 《宅男的人间冒险》在視覺小說數據庫的頁面 （英文）